# Arbeitsgemeinschaft fahrradfreundliche Kommunen in Bayern
Die Arbeitsgemeinschaft Fahrradfreundliche Kommunen in Bayern (AGFK Bayern) wurde im Jahr 2012 als eingetragener Verein gegründet.  Die Arbeitsgemeinschaft will dazu beitragen, dass der Radverkehrs-Anteil in Bayern steigt und dass Radfahren sicherer wird. Mitglied können ausschließlich Städte, Gemeinden und Landkreise werden, die sich zum Ziel der Förderung des Fahrradverkehrs bekennen. Voraussetzung für eine dauerhafte Mitgliedschaft ist die Auszeichnung als „Fahrradfreundliche Kommune in Bayern“, die nach Bewertung durch eine Kommission u. a. aus Verkehrsministerium, Polizei und Verkehrswacht durch das Bayerische Staatsministerium für Wohnen, Bau und Verkehr verliehen wird. Jedes Mitglied muss sich nach sieben Jahren erneut einer Prüfung unterziehen. Die 38 Kommunen als Gründungsmitglieder müssen innerhalb von vier Jahren die Erfüllung der Aufnahmekriterien nachweisen. Entsprechend ausgezeichnet wurden bis zum Dezember 2019 folgende 26 Kommunen: Aschaffenburg, Augsburg, Bayreuth, Erlangen, Landkreis Fürth, Garching b. München, Gunzenhausen, Herzogenaurach, Ingolstadt, Ismaning, Kirchheim b. München, München, Landshut, Lauf a.d. Pegnitz, Nürnberg, Oberhaching, Planegg, Regensburg, Schrobenhausen, Schweinfurt, Sonthofen, Landkreis Starnberg, Stein, Unterschleißheim, Wolfratshausen, Würzburg.
Vereinsvorsitzender ist seit 2016 der Landrat des Landkreises Fürth, Matthias Dießl. Weitere Vorstandsmitglieder sind die Zweite Bürgermeisterin der Landeshauptstadt München, Katrin Habenschaden, der Oberbürgermeister der Stadt Erlangen, Florian Janik und der 1. Bürgermeister der Stadt Sonthofen, Christian Wilhelm. Die Geschäftsstelle des Vereins ist an die Stadtverwaltung Erlangen angegliedert. Geschäftsführerin ist seit 1. April 2017 Sarah Guttenberger. Vorsitzender des AGFK-Beirats ist der ehemalige Erlanger Oberbürgermeister Siegfried Balleis.

## Projekte
Der Verein veranstaltet jährlich eine Fachtagung zusammen mit dem Bayerischen Staatsministerium für Wohnen, Bau und Verkehr, koordiniert das Projekt Stadtradeln im Freistaat, veröffentlicht Broschüren und Leitfäden, u. a. zur Führung des Fuß- und Radverkehrs an Baustellen im Straßenraum, hat umfangreiche Webseiten zu inhaltlichen Themen, versendet etwa drei Newsletter pro Jahr und führt für ihre Mitgliedskommunen Fachexkursionen und Facharbeitskreistreffen durch.

## Mitglieder
77 Mitglieder, Stand Januar 2020. Inzwischen sind über 90 Kommunen Mitglied (Stand Januar 2023).
- Aschaffenburg
- Augsburg
- Bad Tölz
- Baiersdorf
- Bamberg
- Bayreuth
- Bruckmühl
- Coburg
- Donauwörth
- Eching b. Freising
- Eichstätt
- Erding
- Erlangen
- Freising
- Friedberg
- Fürstenfeldbruck
- Fürth
- Garching bei München
- Germering
- Gmund am Tegernsee
- Gräfelfing
- Gröbenzell
- Gunzenhausen
- Herzogenaurach
- Hilpoltstein
- Holzkirchen
- Ingolstadt
- Ismaning
- Kempten (Allgäu)
- Kirchheim bei München
- Kolbermoor
- Kronach
- Landeshauptstadt München
- Landkreis Augsburg
- Landkreis Coburg
- Landkreis Dingolfing-Landau
- Landkreis Ebersberg
- Landkreis Erlangen-Höchstadt
- Landkreis Fürth
- Landkreis München
- Landkreis Neu-Ulm
- Landkreis Neustadt an der Aisch-Bad Windsheim
- Landkreis Nürnberger Land
- Landkreis Starnberg
- Landshut
- Lauf an der Pegnitz
- Lindau am Bodensee
- Memmingen
- Mindelheim
- Moosburg
- Murnau am Staffelsee
- Neuendettelsau
- Neufahrn b. Freising
- Neumarkt in der Oberpfalz
- Nürnberg
- Oberhaching
- Oberschleißheim
- Passau
- Planegg
- Pocking
- Poing
- Puchheim
- Regensburg
- Röthenbach an der Pegnitz
- Schrobenhausen
- Schweinfurt
- Sonthofen
- Spalt
- Stein
- Straubing
- Unterschleißheim
- Uttenreuth
- Vilshofen an der Donau
- Weilheim i.OB
- Weißenhorn
- Wolfratshausen
- Würzburg